# Spiropsammiinae
Spiropsammiinae es una subfamilia de foraminíferos bentónicos de la familia Pavonitinidae, de la superfamilia Pavonitinoidea, del suborden Spiroplectamminina y del orden Lituolida. Su rango cronoestratigráfico abarca desde el Oligoceno hasta la Plioceno inferior.

## Discusión
Clasificaciones previas incluían Spiropsammiinae en el suborden Textulariina del orden Textulariida, o en el orden Lituolida sin diferenciar el suborden Spiroplectamminina.

## Clasificación
Spiropsammiinae incluye al siguiente género:
- Spiropsammia †